# Coron
Coron é um município de  primeira classe de renda municipal (d) na província de Palauã, nas Filipinas. De acordo com o censo de 1 de maio  de  2020 possui uma população de 65 855 pessoas e 16 483 domicílios.